# TikTok
TikTok je spletno družbeno omrežje za deljenje videoposnetkov v lasti družbe ByteDance, pekinškega podjetja, ki ga je leta 2012 ustanovil Zhang Yiming. Uporablja se za ustvarjanje kratkih plesnih videov na plejbek, zabavnih videov in posnetkov talentov. Aplikacija je postala na trgih zunaj Kitajske za operacijska sistema iOS in Android dosegljiva leta 2017. Na kitajskem trgu družba ByteDance od septembra 2016 trži aplikacijo Douyin (kitajsko: 抖音). TikTok in Douyin sta si podobna, vendar zaradi skladnosti z cenzurnimi omejitvami na Kitajskem tečeta na ločenih strežnikih. Aplikacija omogoča uporabnikom ustvarjanje kratkih glasbenih videov dolžine od 3 do 15 sekund in videov z zanko dolžine od 3 do 60 sekund. Priljubljena je v Aziji, Združenih državah Amerike in drugih delih sveta. Aplikacija TikTok ni na voljo na Kitajskem, njeni strežniki pa so v državah, v katerih je aplikacija na voljo.
Aplikacija TikTok je bila oktobra 2018 v ZDA aplikacija z največ prenosi in je prva kitajska aplikacija, ki je dosegla tako uvrstitev. Leta 2018 je bila na voljo na več kot 150 trgih in v 75 jezikih. Februarja 2019 je bila opravljena več kot milijarda prenosov aplikacije TikTok (skupaj z Duoyinom). Leta 2019 je bila aplikacija TikTok prepoznana kot sedma najbolj prenesena aplikacija desetletja od 2010 do 2019.

## Cenzura
TikTok je obtožen cenzuriranja objav na temo #BlackLivesMatter gibanj. Uporabniki so TikTok spletno omrežje obtožili cenzuriranja, saj imajo objave s hashtagi #BlackLivesMatter in #GeorgeFloyd nič ogledov, kljub popularnosti. Podjetje se je proti obtožbam branilo z izjavo, da so za ta podatek krive tehnicne težave. Isti problem naj bi prizadel tudi ostale objave. Da bi podjetje pokazalo dodatno podporo trenutno ogrozenim skupinam, so darovali 3 milione Ameriških dolarjev dobrodelnim institucijam, ki pomagajo temnopoltim. Dodatno pa so darovali se  1 milion Ameriških dolarjev za boj proti rasisticnim gibanjem. To pa ni bilo prvič, da je bil TikTok obtožen cenzuriranja. V preteklosti naj bi namrec skrivali objave ljudi s posebnimi potrebami, in pa posnetke protestov, ki so se dogajali v Hong Kongu. 